# 200052 Sinigaglia
200052 Sinigaglia è un asteroide della fascia principale. Scoperto nel 2008, presenta un'orbita caratterizzata da un semiasse maggiore pari a 2,4279185 UA e da un'eccentricità di 0,1561687, inclinata di 5,75858° rispetto all'eclittica.
L'asteroide è dedicato all'italiano Gianfranco Sinigaglia già professore di radioastronomia ed elettronica applicata alla Facoltà di fisica dell'Università di Bologna.